# Nationaal Park Pripjat
Het Nationaal Park Pripjat of Nationaal Park Prypjatski (Wit-Russisch: Нацыянальны парк Прыпяцкі; Russisch: Национальный парк Припятский) is gelegen vlak bij de stad Toeraw in de oblast Homel in Wit-Rusland. In juni 1969 werd het gebied opgericht onder de naam Staatslandschap en Hydrologisch Reservaat Pripjat en in 1996 werd het omgedoopt tot nationaal park.
Het stroomgebied van de Pripjat wordt ook wel "de longen van Europa" genoemd, omdat het de grootste aaneenschakeling van meanderende rivieren, oude bossen en moerassen is van het Europese continent. Het is daarom een watergebied van internationale betekenis en valt onder de Conventie van Ramsar.

## Flora en fauna
Het Nationaal Park Pripjat bestaat voor 95% uit bossen met grove den (Pinus sylvestris), zomereik (Quercus robur), zachte berk (Betula pubescens), ruwe berk (Betula pendula), zwarte els (Alnus glutinosa) en haagbeuk (Carpinus betulus). De overige delen bestaan uit rivieren, beken, moerassen en hoogvenen. Er werden in het gebied 929 plantensoorten vastgesteld, waarvan er 45 op de Rode Lijst van Wit-Rusland staan.
In het Nationaal Park Pripjat leven 51 zoogdiersoorten, waaronder zeldzaamheden als wisent (Bison bonasus), Europese nerts (Mustela lutreola), Euraziatische lynx (Lynx lynx), das (Meles meles), hazelmuis (Muscardinus avellanarius) en eikelmuis (Eliomys quercinus). Het gebied is zeer rijk aan vogels en trekt ornithologen uit heel Europa aan. Zo leven er soorten als bastaardarend (Clanga clanga), kwartelkoning (Crex crex), terekruiter (Xenus cinereus), drieteenspecht (Picoides tridactylus), middelste bonte specht (Dendrocopos medius) en azuurmees (Cyanistes azurea).

## Toerisme
In en rondom het Nationaal Park Pripjat zijn enkele plaatsen die een rijke historie hebben. Toeraw is bijvoorbeeld een stad met een historisch centrum, daterend uit de middeleeuwen en is een van de oudste Slavische steden. Er staat onder andere een kerk uit de 12e eeuw.